# Himmelberg Hills
Die Himmelberg Hills sind eine Gruppe linear angeordneter Hügel mit markanten Felsvorsprüngen im westantarktischen Queen Elizabeth Land. In der Forrestal Range der Pensacola Mountains ragen sie über eine Länge von 18 km am südwestlichen Ende des Saratoga Table auf. Zu ihnen gehören der Haskill-Nunatak, der Ray-Nunatak und der Beiszer-Nunatak
Das Advisory Committee on Antarctic Names benannte sie 2001 nach dem Geologen Glen Raymond Himmelberg (* 1937) von der University of Missouri, der von 1973 bis 1991 gemeinsam mit Arthur B. Ford wichtige Beiträge zum Verständnis der Intrusion des Dufek-Massivs und damit zur erdgeschichtlichen Entwicklung der Pensacola Mountains lieferte.